# Chien policier

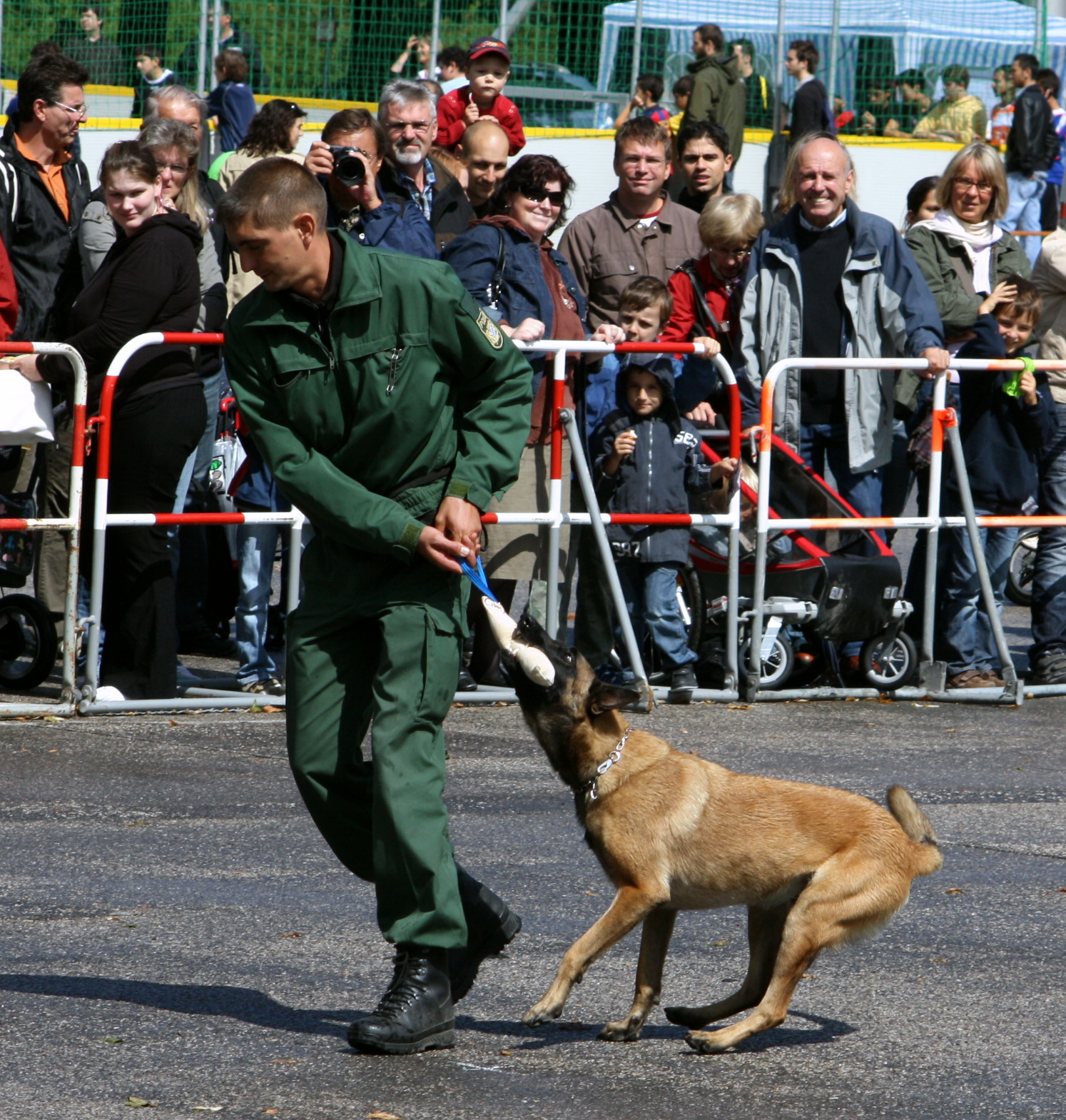
Un malinois durant une démonstration publique de la police bavaroise au parc olympique de Munich (Allemagne).

Les termes de chien policier et chien d'intervention désignent des chiens utilisés par les forces de l'ordre au sein d'unités spécialisées appelées brigades canines.
En France, celles-ci se trouvent dans la Police nationale, la Gendarmerie nationale, la Douane, la police municipale et de sécurité privée.
La police et la gendarmerie utilisent ces chiens pour différentes fonctions :
- la recherche d'explosifs ;
- la recherche de stupéfiants ;
- la recherche de personnes ;
- le sauvetage (recherche de personnes victimes de noyade, ou prise sous une avalanche, des décombres, etc.) ;
- la défense.

Différentes nouvelles fonctions tentent d'être attribuées aux chiens policiers comme la recherche d'armes à feu, la détection de produits inflammables à l'origine d'incendie, la détection de cadavres.
Les grands chiens de berger ou certains chiens de chasse, le berger allemand, les bergers belges (malinois, tervuren, groenendael et laekenois), le berger de Beauce, les dogues, le doberman, le rottweiler, Chien de Saint-Hubert, Golden Retriever, etc., sont les races canines les plus souvent retenues pour effectuer ces missions, ceci en fonction de leurs qualités morphologiques et leurs aptitudes physiques ou olfactives.